# Hypatopa cotis
Hypatopa cotis  (лат.) — вид мелких молевидных бабочек рода Hypatopa из семейства сумрачные моли (Blastobasidae, Gelechioidea). Эндемик Коста-Рики (Центральная Америка). Длина передних крыльев 4,5 мм. Окраска передних крыльев палево-коричневая с несколькими коричневато-оранжевыми чешуйками; задние крылья, усики, хоботок, вертекс и фронтоклипеус головы палево-коричневые. Отличается уникальной комбинацией признаков строения гениталий. Вид был впервые описан в 2013 году американским лепидоптерологом Дэвидом Адамски (David Adamski, Department of Entomology, Национальный музей естественной истории, Смитсоновский институт, Вашингтон). Название вида является производным от латинского слова cos (твёрдый кремнёвый камень).